# 秋吉理香子
秋吉 理香子（あきよし りかこ）は、日本の小説家。兵庫県出身。
15歳のときに父親の仕事の関係でアメリカ合衆国へ移住。ロサンゼルス近郊の高校に進学、卒業と同時に日本へ帰国し早稲田大学第一文学部に入学。同大学を卒業後に再びアメリカに渡り、ロヨラ・メリーマウント大学院にて映画・テレビ制作修士号を取得。数々の映画関連会社にて勤務。2008年、「雪の花」で第3回Yahoo! JAPAN文学賞を受賞。2009年、同作を含む短編集『雪の花』でデビュー。別名義で映画やアニメなどの製作・脚本・監督を手がけている。

## 作品リスト

### 単著
- 雪の花（2009年9月 小学館文庫）
  - 収録作品：女神の微笑 / 秘蹟 / たねあかし / 雪の花
- 暗黒女子（2013年6月 双葉社 / 2016年6月 双葉文庫 / 2017年3月 双葉社ジュニア文庫）
- 放課後に死者は戻る（2014年11月 双葉社 / 2017年11月 双葉文庫）
- 聖母（2015年9月 双葉社 / 2018年9月 双葉文庫）
- 自殺予定日（2016年4月 東京創元社 / 2019年5月 創元推理文庫）
- 絶対正義（2016年11月 幻冬舎 / 2019年1月 幻冬舎文庫）
- サイレンス（2017年1月 文藝春秋 / 2020年1月 文春文庫）
- 機長、事件です！ 空飛ぶ探偵の謎解きフライト（2017年3月 KADOKAWA）
  - 【改題】機長、事件です！（2019年10月 角川文庫）
    - 収録作品：氷の女王 / クリニャンクール事件 / 修道院の怪人 / 機上の疑惑
- ジゼル（2017年9月 小学館 / 2020年10月 小学館文庫）
- 婚活中毒（2017年12月 実業之日本社 / 2020年8月 実業之日本社文庫）
  - 収録作品：理想の男 / 婚活マニュアル / リケジョの婚活 / 代理婚活
- 鏡じかけの夢（2018年5月 新潮社 / 2021年6月 新潮文庫）
  - 収録作品：泣きぼくろの鏡 / ナルキッソスの鏡 / 繚乱の鏡 / 奇術師の鏡 / 双生児の鏡
- ガラスの殺意（2018年8月 双葉社 / 2024年10月 双葉文庫）
- 灼熱（2019年7月 PHP研究所 / 2022年7月 PHP文芸文庫）
- 眠れる美女（2020年10月 小学館 / 2024年6月 小学館文庫） - 『ジゼル』の続編
- 哀愁しんでれら もう一人のシンデレラ（2020年12月 双葉文庫） - 映画『哀愁しんでれら』（原案・脚本：渡部亮平）を基に書き下ろした小説
- 息子のボーイフレンド（2021年3月 U-NEXT / 2025年1月 双葉文庫）
- 監禁（2021年9月 双葉社）
- 終活中毒（2022年7月 実業之日本社）
  - 収録作品：SDGsな終活 / 最後の終活 / 小説家の終活 / お笑いの死神
- 月夜行路（2023年8月 講談社）
- 無人島ロワイヤル（2023年10月 双葉社）
- 殺める女神の島（2024年3月 KADOKAWA）

### アンソロジー収録作品
「」が秋吉理香子の作品
- ザ・ベストミステリーズ 2016 推理小説年鑑（2016年5月 講談社）「リケジョの婚活」
  - 【再編集・改題】ベスト8ミステリーズ2015（2019年4月 講談社文庫）
- 猫ミス！（2017年10月 中公文庫）「呪い」
- 共犯関係（2017年10月 ハルキ文庫）「Partners in Crime」
- Valentine Stories（2018年1月 中公文庫）「マイ・ブラッディ・バレンタイン」
- 特選THEどんでん返し（2019年4月 双葉文庫）「神様」
- 沈黙の狂詩曲（2019年11月 光文社）「奇術師の鏡」
  - 【分冊・改題】沈黙の狂詩曲 精華編 Vol.1（2021年5月 光文社文庫）
- ザ・ベストミステリーズ 2020 推理小説年鑑（2020年10月 講談社）「神様」
  - 【改題】2020 ザ・ベストミステリーズ（2023年4月 講談社文庫）
- Day to Day（2021年3月 講談社 / 2021年3月 講談社【愛蔵版】）「4/11 プリンセス」
- これが最後の仕事になる（2024年8月 講談社）「親友」
- Jミステリー2024 FALL（2024年10月 光文社文庫）「神通力」

### 単著未収録作品
小説
- 「究極の制裁」（双葉社『小説推理』2012年12月号） - 掌編小説
- 「真夏の夜の誰かさん」（光村図書出版『飛ぶ教室』第54号(2018年夏号)）
- 「神様」（双葉社『小説推理』2019年1月号）
- 「クリスタ」（講談社『小説現代』2021年8月号）

エッセイ
- 「○活」（集英社『小説すばる』2020年9月号）

## メディア・ミックス

### 映画
映画
- 暗黒女子（2017年4月1日公開、監督：耶雲哉治、主演：清水富美加、飯豊まりえ）[5]

短編映画
- 雪の花（2009年12月13日、テレビ朝日、監督：小野寺昭憲、主演：渡辺裕之、原日出子）

### テレビドラマ
- 絶対正義（2019年2月2日 - 3月24日、全8話、東海テレビ・フジテレビ系「オトナの土ドラ」枠、主演：山口紗弥加）[6]

### 漫画
- 暗黒女子（2017年2月、上下巻、双葉社） - 作画：兄崎ゆな
- 婚活中毒（2022年2月、全4話（電子書籍のみ（単話））、小学館） - 作画：春名ひろ